# Llista de topònims de Pedret i Marzà
Llista de topònims (noms propis de lloc) del municipi de Pedret i Marzà, a l'Alt Empordà
Informació actualitzada per un bot. Els canvis manuals es perdran quan s'actualitzi!

## entitat singular de població
| imatge | Nom    | Ubicat a       | instància de                                                 | Detalls | coordenades                                                      | Protecció | Commons (més fotos)     | Dades a WD                    |
| ------ | ------ | -------------- | ------------------------------------------------------------ | ------- | ---------------------------------------------------------------- | --------- | ----------------------- | ----------------------------- |
|        | Marzà  | Pedret i Marzà | entitat singular de població capital municipal               | 180 hab | 42° 18′ 40″ N, 3° 04′ 02″ E / 42.31111111°N,3.06716111°E 35 msnm |           | Marzà                   | Modifica les dades a Wikidata |
|        | Pedret | Pedret i Marzà | entitat singular de població ens local històric de Catalunya | 8 hab   | 42° 18′ 22″ N, 3° 04′ 59″ E / 42.30612778°N,3.08308667°E 11 msnm |           | Pedret (Pedret i Marzà) | Modifica les dades a Wikidata |

## església
| imatge | Nom                                   | Ubicat a       | instància de | Detalls                      | coordenades                                       | Protecció                                  | Commons (més fotos)           | Dades a WD                    |
| ------ | ------------------------------------- | -------------- | ------------ | ---------------------------- | ------------------------------------------------- | ------------------------------------------ | ----------------------------- | ----------------------------- |
|        | Sant Esteve de Pedret                 | Pedret i Marzà | església     | Estil: arquitectura romànica | 42° 18′ 23″ N, 3° 04′ 58″ E / 42.3064°N,3.08279°E | bé integrant del patrimoni cultural català | Sant Esteve de Pedret         | Modifica les dades a Wikidata |
|        | església de Sant Isidre i Sant Antoni | Pedret i Marzà | església     | Estil: arquitectura popular  | 42° 18′ 39″ N, 3° 03′ 58″ E / 42.3107°N,3.06622°E | bé integrant del patrimoni cultural català | Sant Isidre de Pedret i Marzà | Modifica les dades a Wikidata |

## masia
| imatge | Nom                | Ubicat a       | instància de | Detalls                     | coordenades                                                             | Protecció                                  | Commons (més fotos) | Dades a WD                    |
| ------ | ------------------ | -------------- | ------------ | --------------------------- | ----------------------------------------------------------------------- | ------------------------------------------ | ------------------- | ----------------------------- |
|        | Can Mericanes      | Pedret i Marzà | masia        |                             | 42° 18′ 04″ N, 3° 04′ 35″ E / 42.300986830212°N,3.0765128728312°E       |                                            |                     | Modifica les dades a Wikidata |
|        | Can Pere Pau       | Pedret i Marzà | masia        |                             | 42° 18′ 13″ N, 3° 05′ 32″ E / 42.30364°N,3.092141°E 7 msnm              |                                            |                     | Modifica les dades a Wikidata |
|        | Can Serra          | Pedret i Marzà | masia        | Estil: arquitectura popular | 42° 18′ 09″ N, 3° 04′ 31″ E / 42.3025°N,3.07518°E ca:Carretera de Marzà | bé integrant del patrimoni cultural català |                     | Modifica les dades a Wikidata |
|        | Mas Blanc          | Pedret i Marzà | masia        |                             | 42° 18′ 02″ N, 3° 03′ 12″ E / 42.300602266855°N,3.05324730865424°E      |                                            |                     | Modifica les dades a Wikidata |
|        | Mas Cabanes        | Pedret i Marzà | masia        |                             | 42° 18′ 21″ N, 3° 04′ 16″ E / 42.3059603447585°N,3.07099029782257°E     |                                            |                     | Modifica les dades a Wikidata |
|        | Mas Sala           | Pedret i Marzà | masia        | Estil: arquitectura popular | 42° 18′ 24″ N, 3° 04′ 30″ E / 42.3067°N,3.07505°E                       | bé integrant del patrimoni cultural català |                     | Modifica les dades a Wikidata |
|        | Xalet de Can Vilar | Pedret i Marzà | masia        |                             | 42° 18′ 36″ N, 3° 04′ 15″ E / 42.3098870598961°N,3.07095830865328°E     |                                            |                     | Modifica les dades a Wikidata |
|        | la Rajoleria       | Pedret i Marzà | masia        |                             | 42° 18′ 57″ N, 3° 03′ 27″ E / 42.3159378038936°N,3.05737397783521°E     |                                            |                     | Modifica les dades a Wikidata |

## Misc
| imatge | Nom                                       | Ubicat a | instància de      | Detalls                          | coordenades | Protecció                                            | Commons (més fotos)     | Dades a WD                    |
| ------ | ----------------------------------------- | --- | ----------------- | -------------------------------- | --- | ---------------------------------------------------- | ----------------------- | ----------------------------- |
|        | Casa de la Vila de Pedret i Marzà         | Pedret i Marzà                                                                                                | casa consistorial | Estil: arquitectura popular      | 42° 18′ 38″ N, 3° 04′ 01″ E / 42.3105°N,3.06694°E                                                                    | bé integrant del patrimoni cultural català           |                         | Modifica les dades a Wikidata |
|        | Castell de Marzà                          | Pedret i Marzà                                                                                                | castell           | Estil: arquitectura popular      | 42° 18′ 41″ N, 3° 04′ 00″ E / 42.3114°N,3.06675°E                                                                    | bé d'interès cultural bé cultural d'interès nacional | Castell de Marzà        | Modifica les dades a Wikidata |
|        | Granja d'en Feli                          | Pedret i Marzà                                                                                                | granja            |                                  | 42° 18′ 31″ N, 3° 03′ 48″ E / 42.308585646495°N,3.06330059382405°E                                                   |                                                      |                         | Modifica les dades a Wikidata |
|        | Parc natural dels Aiguamolls de l'Empordà | Castelló d'Empúries l'Armentera l'Escala Palau-saverdera Pau Peralada Roses Sant Pere Pescador Pedret i Marzà | àrea protegida    | 1983-10-28 Superfície: 4749.84ha | 42° 13′ 12″ N, 3° 06′ 26″ E / 42.219872222222°N,3.1072111111111°E 42° 11′ 36″ N, 3° 06′ 25″ E / 42.19333°N,3.10694°E | Espai Ramsar                                         | Aiguamolls de l'Empordà | Modifica les dades a Wikidata |
|        | Pont de Pedret                            | Pedret i Marzà                                                                                                | pont              |                                  | 42° 18′ 20″ N, 3° 04′ 54″ E / 42.3056561292867°N,3.08153349868808°E                                                  |                                                      |                         | Modifica les dades a Wikidata |
|        | Puig de la Creu                           | Pedret i Marzà                                                                                                | muntanya          |                                  | 42° 18′ 37″ N, 3° 05′ 10″ E / 42.3102°N,3.08611°E 21.7 msnm                                                          |                                                      |                         | Modifica les dades a Wikidata |
|        | corral d'en Compte                        | Pedret i Marzà                                                                                                | cabana            |                                  | 42° 19′ 06″ N, 3° 04′ 08″ E / 42.3183090686853°N,3.06892902425903°E                                                  |                                                      |                         | Modifica les dades a Wikidata |
|        | recinte medieval de Marzà                 | Pedret i Marzà                                                                                                | centre històric   |                                  | 42° 18′ 39″ N, 3° 04′ 03″ E / 42.310758°N,3.067464°E                                                                 | bé d'interès cultural                                |                         | Modifica les dades a Wikidata |